# William Frankena
William Klaas Frankena, född 21 juni 1908 i Manhattan i Montana, död 22 oktober 1994, var en amerikansk filosof.
Frankena tog sin (andra) masterexamen och doktorsexamen vid Harvarduniversitetet, och bland hans lärare fanns C. I. Lewis, Ralph Barton Perry och Alfred North Whitehead. En del av doktorandtiden tillbringade han i Cambridge och studerade då under G. E. Moore och C. D. Broad. Han blev välkänd redan med sin första publicerade artikel i tidskriften Mind, "The Naturalistic Fallacy" (1939). 
Frankena verkade länge vid University of Michigan, bl.a. som filosofiska institutionens ordförande. Han blev bl.a. känd för sin kamp för akademisk frihet under McCarthy-eran. Även om Frankena numera inte är känd för någon specifik etisk hållning så anses han ha gjort värdefulla bidrag till många frågor inom moralfilosofi. Bland hans verk kan nämnas introduktionsboken Ethics, som även är översatt till svenska.